# Nathalie Matti
Nathalie Matti est une actrice française.

## Filmographie
- Les Petits rêves (1998)
- La Galette (1999)
- Le Rêve (2004)
- Madáre Sefr Darajeh  (Longitude de zéro degré) Série télévisée iranienne (2007)